# Kānī Sānān
Kānī Sānān (persiska: کانی سانان) är en ort i Iran.   Den ligger i provinsen Kurdistan, i den nordvästra delen av landet, 500 km väster om huvudstaden Teheran. Kānī Sānān ligger 1 308 meter över havet och antalet invånare är 633.
Terrängen runt Kānī Sānān är huvudsakligen kuperad, men åt sydost är den platt.Runt Kānī Sānān är det ganska tätbefolkat, med 60 invånare per kvadratkilometer. Närmaste större samhälle är Marivan, 6,3 km öster om Kānī Sānān. Trakten runt Kānī Sānān består till största delen av jordbruksmark.